# Live at Max’s Kansas City
| Оценки критиков                   | Оценки критиков |
| Источник                          | Оценка          |
| --------------------------------- | --------------- |
| Allmusic                          | [ 1 ]           |
| Blender                           | [ 2 ]           |
| Christgau's Record Guide          | B–              |
| The Encyclopedia of Popular Music | [ 4 ]           |
| Rolling Stone 1972                | (без оценки)    |
| Rolling Stone 2004                | [ 6 ]           |

Live at Max’s Kansas City — концертный альбом группы The Velvet Underground, записанный в известном ночном клубе и ресторане по адресу 213 Park Avenue South в Нью-Йорке. Первоначально он был выпущен 30 мая 1972 года на Cotillion, дочернем лейбле Atlantic Records.

## Об альбоме
В начале 1970 года Velvet Underground подписали контракт на два альбома с Atlantic и выпустили свой четвёртый студийный альбом Loaded в ноябре того же года. К моменту его выхода из группы ушёл певец/гитарист/основной автор песен Лу Рид. Оставшаяся часть группы продолжила существование: басист Дуг Юл перешёл на вокал и гитару, а Уолтер Пауэрс был призван играть на бас-гитаре.
В этом составе группа отправилась в турне по США и Канаде, продвигая Loaded. Поскольку у группы оставался контракт на ещё один альбом, они писали и исполняли новые песни, которые должны были войти в него. Atlantic потеряла веру в коммерческие перспективы группы и, желая сократить свои потери после разочаровывающих позиций в чартах Loaded, решила вместо этого выпустить архивную концертную запись.
Кассеты, которые впоследствии стали Live at Max’s Kansas City, были записаны 23 августа 1970 года сотрудницей Энди Уорхола Бриджид Полк на портативный кассетный магнитофон. Во время записи Loaded Velvet Underground провели девятинедельный концерт (с 24 июня по 28 августа 1970 года) в нью-йоркском ночном клубе Max's Kansas City, играя по два сета за ночь. Полк записывала практически все, что происходило вокруг неё в то время, в том числе и последний концерт Лу Рида в составе Velvet Underground. Она записала как ранний, так и поздний сет. Позже, в том же году, сотрудник Atlantic A&R Дэнни Филдс услышал эти записи и представил их своему начальству, которое приняло записи и в 1972 году решило сделать из них альбом. Состав группы на концертах состоял из Рида, Юла, соло-гитариста Стерлинга Моррисона и барабанщика Билли Юла, младшего брата Дуга Юла; постоянная барабанщица Морин Такер временно покинула группу несколькими месяцами ранее, когда забеременела своим первым ребёнком, Керри «Trucker» Такером.
Первоначально Live at Max’s Kansas City был одинарным альбомом, представляющим собой сборник двух концертов, перекомпонованных и отредактированных Лу Ридом и штатным продюсером Atlantic Джеффом Хасламом, чтобы отразить спокойную и мягкую стороны группы соответственно. 3 августа 2004 года лейбл Rhino Records, специализирующийся на переизданиях Warner Music, выпустил двухдисковое делюксвовое издание, содержащее два диска в полном объёме в их оригинальном порядке. Песни были записаны на монофонический магнитофон с использованием простой кассеты марки Ferro в небольшом помещении, что привело к шипению ленты и тому, что публика часто заглушала тихие фрагменты песен.
На альбоме можно услышать, как писатель Джим Кэрролл разговаривает, заказывает напитки и спрашивает о наркотиках между песнями, поскольку именно он держал микрофон.

## Список композиций
Автор всех песен — Лу Рид, кроме отмеченной.
| №  | Название                     | Длительность |
| -- | ---------------------------- | ------------ |
| 1. | «I'm Waiting for the Man»    | 4:00         |
| 2. | «Sweet Jane»                 | 4:52         |
| 3. | «Lonesome Cowboy Bill»       | 3:41         |
| 4. | «Beginning to See the Light» | 5:00         |

| №   | Название              | Автор(ы)       | Длительность |
| --- | --------------------- | -------------- | ------------ |
| 5.  | «I'll Be Your Mirror» |                | 1:55         |
| 6.  | «Pale Blue Eyes»      |                | 5:38         |
| 7.  | «Sunday Morning»      | Рид, Джон Кейл | 2:43         |
| 8.  | «New Age»             |                | 5:58         |
| 9.  | «Femme Fatale»        |                | 2:29         |
| 10. | «After Hours»         |                | 2:05         |

### Переиздание 2004 года
Автор всех песен — Лу Рид, кроме отмеченной.
| №  | Название                          | Длительность |
| -- | --------------------------------- | ------------ |
| 1. | «I'm Waiting for the Man»         | 5:50         |
| 2. | «White Light/White Heat»          | 6:07         |
| 3. | «I'm Set Free»                    | 5:33         |
| 4. | «Sweet Jane» (1 версия)           | 6:18         |
| 5. | «Lonesome Cowboy Bill» (1 версия) | 4:41         |
| 6. | «New Age»                         | 6:44         |
| 7. | «Beginning to See the Light»      | 5:40         |

| №   | Название                                | Длительность |
| --- | --------------------------------------- | ------------ |
| 8.  | «Who Loves the Sun»                     | 2:17         |
| 9.  | «Sweet Jane» (2 версия)                 | 5:58         |
| 10. | «I'll Be Your Mirror»                   | 3:02         |
| 11. | «Pale Blue Eyes»                        | 7:10         |
| 12. | «Candy Says»                            | 5:48         |
| 13. | «Sunday Morning» (Рид, Кейл)            | 3:48         |
| 14. | «After Hours»                           | 2:50         |
| 15. | «Femme Fatale»                          | 4:07         |
| 16. | «Some Kinda Love»                       | 11:22        |
| 17. | «Lonesome Cowboy Bill» (2 версия)       | 5:00         |
| 18. | «Atlantic release promo» (скрытый трек) | 0:49         |

### Переиздание 2016 года
Автор всех песен — Лу Рид, кроме отмеченной.
| №   | Название                          | Длительность |
| --- | --------------------------------- | ------------ |
| 1.  | «I'm Waiting for the Man»         | 5:44         |
| 2.  | «White Light/White Heat»          | 5:15         |
| 3.  | «I'm Set Free»                    | 6:27         |
| 4.  | «Sweet Jane»                      | 6:17         |
| 5.  | «Lonesome Cowboy Bill» (1 версия) | 4:20         |
| 6.  | «New Age»                         | 6:38         |
| 7.  | «Beginning to See the Light»      | 5:42         |
| 8.  | «I'll Be Your Mirror»             | 3:27         |
| 9.  | «Pale Blue Eyes»                  | 6:01         |
| 10. | «Candy Says»                      | 5:50         |
| 11. | «Sunday Morning» (Рид, Кейл)      | 3:39         |
| 12. | «After Hours»                     | 2:58         |
| 13. | «Femme Fatale»                    | 3:09         |
| 14. | «Some Kinda Love»                 | 11:03        |
| 15. | «Lonesome Cowboy Bill» (2 версия) | 4:17         |

## Участники записи
The Velvet Underground
- Стерлинг Моррисон — соло-гитара, бэк-вокал
- Лу Рид — вокал, ритм-гитара
- Дуг Юл — бас-гитара, бэк-вокал, ведущий вокал на «Lonesome Cowboy Bill», «Who Loves the Sun», «I’ll Be Your Mirror», «I’m Set Free», «Candy Says» и «New Age»
- Билли Юл — ударные, ковбелл